# البريد الألماني
البريد الألماني أو دويتشه بوست (بالألمانية: Deutsche Post)، التي تعمل تحت الاسم التجاري مجموعة البريد الألماني دي اتش ال ، هي شركة ألمانية متعددة الجنسيات لتوصيل الطرود وإدارة سلسلة التوريد في بون، ألمانيا. إنها أكبر شركة شحن في العالم. يقدم قسم البريد 61 مليون رسالة يوميًا في ألمانيا، مما يجعلها أكبر شركة في أوروبا. يدعي قسم دي اتش ال اكسبريس أنه موجود في أكثر من 220 دولة ومنطقة.
تعد دويتشه بوست هي خليفة هيئة البريد الألمانية دويتشه بوندسبوست، التي تمت خصخصتها في عام 1995 وأصبحت شركة مستقلة تمامًا في عام 2000. دي إتش إل إكسبريس هي شركة تابعة مملوكة بالكامل. منذ خصخصتها، وسعت دويتشه بوست بشكل ملحوظ مجال عملها من خلال عمليات الاستحواذ. في أواخر عام 2014، استحوذت المجموعة على ستريت سكوتر، وهي شركة صغيرة لصناعة السيارات الكهربائية. بعد عامين، استحوذت المجموعة على بريد المملكة المتحدة، وهي خدمة بريدية تركز على الأعمال التجارية في المملكة المتحدة مقابل 315.5 مليون دولار أمريكي (243 مليون جنيه إسترليني). أصبحت الشركة السابقة قسمًا لشبكة الطرود الألمانية الأوروبية.
بلغت أرباح مجموعة البريد الألماني دي اتش ال في 2016 قبل الفوائد والضرائب 3.491 مليار يورو (بزيادة 44.8 في المائة عن عام 2015)، مع صافي ربح قدره 2.64 مليار يورو من عائدات 57.334 مليار يورو. وكان العائد على حقوق الملكية، قبل الضرائب، 27.7 في المئة. كان التصنيف الائتماني الطويل الأجل للمجموعة، في نوفمبر 2016، BBB + مع توقعات مستقرة لكل مؤسسة فيتش.
يتم سرد دويتشه بوست (البريد الألماني) على بورصة فرانكفورت (فرانكفورت للأوراق المالية) كما موانئ دبي العالمية، وهي في يورو ستوكس 50 مؤشر سوق الأسهم. في عام 2016، كان 20٪ من أسهم المجموعة مملوكة لبنك (بنك الائتمان لإعادة الإعمار) KfW المملوك للدولة؛ 79.7٪ منهم كانوا يتحركون بحرية: 65.6٪ لديهم مؤسسات و 10.8٪ من قبل المستثمرين من القطاع الخاص.

## العلامات التجارية
- دويتشه بوست - تقدم خدمات البريد المحلية تحت اسمها التقليدي؛ يسمى القسم - بوست أي-كوميرس طرود بوست أي-كوميرس.
- دي اتش ال اكسبريس - العلامة التجارية المستخدمة كعلامة تجارية مظلة للخدمات اللوجستية في جميع أنحاء العالم.
- تغليف الطاقة - مورد خدمات تصنيع وتغليف عقود الأغذية والمشروبات لشركات أمريكا الشمالية.
- ستريت سوتر - الشركة المصنعة للسيارات الكهربائية التي تملكها المجموعة منذ ديسمبر 2014.

## روابط خارجية
- الموقع الرسمي
- انشر البوست